# Tara Bunga
Tara Bunga is een bestuurslaag in het regentschap Toba Samosir van de provincie Noord-Sumatra, Indonesië. Tara Bunga telt 508 inwoners (volkstelling 2010).